# Liste des planètes mineures non numérotées découvertes en août 2013
Pour un article plus général, voir Liste des planètes mineures non numérotées découvertes en 2013.
Pour un article plus général, voir Liste des planètes mineures.
Cet article dresse la liste des planètes mineures (astéroïdes, centaures, objets transneptuniens et assimilés) non numérotées découvertes en août 2013 dans l'ordre de leur découverte.
Au 15 janvier 2025, 661 077 des 1 434 993 planètes mineures répertoriées par le Centre des planètes mineures ne sont pas encore numérotées, soit 46,07 %.

## Rappel concernant la désignation provisoire
La désignation provisoire indique l'ordre de découverte de ces objets. En effet, cette désignation est composée de l'année de découverte (par exemple 2013) suivie de la quinzaine (demi-mois) de découverte (p.e. A = 1-15 janvier) puis de l'ordre de découverte dans cette quinzaine. Cet ordre est indiqué par une lettre et éventuellement un chiffre comme suit : A pour la première découverte, B pour la deuxième, ..., Z pour la 25e (le I n'est pas utilisé pour éviter la confusion avec 1), A1 pour la 26e, B1 pour la 27e, etc. , Z1 pour la 50e, A2 pour la 51e, B2 pour la 52e, etc. L'ordre de la numérotation ne suit donc pas l'ordre alphanumérique. 2013 AA1 suit ainsi 2013 AZ et précède 2013 AB1.

## Liste

### Du1erau 15 août 2013
- 2013 PM
- 2013 PO
- 2013 PC1
- 2013 PE1
- 2013 PJ1
- 2013 PL1
- 2013 PM1
- 2013 PA2
- 2013 PB2
- 2013 PM2
- 2013 PT2
- 2013 PV2
- 2013 PX2
- 2013 PZ2
- 2013 PH3
- 2013 PK3
- 2013 PR3
- 2013 PX3
- 2013 PZ3
- 2013 PA4
- 2013 PM4
- 2013 PS4
- 2013 PA5
- 2013 PB5
- 2013 PC5
- 2013 PE5
- 2013 PG5
- 2013 PK5
- 2013 PU5
- 2013 PX5
- 2013 PJ6
- 2013 PK6
- 2013 PL6
- 2013 PM6
- 2013 PT6
- 2013 PU6
- 2013 PW6
- 2013 PY6
- 2013 PZ6
- 2013 PA7
- 2013 PB7
- 2013 PC7
- 2013 PD7
- 2013 PE7
- 2013 PK7
- 2013 PO7
- 2013 PP7
- 2013 PR7
- 2013 PT7
- 2013 PC8
- 2013 PJ8
- 2013 PK8
- 2013 PL8
- 2013 PM8
- 2013 PN8
- 2013 PQ8
- 2013 PR8
- 2013 PS8
- 2013 PU8
- 2013 PX8
- 2013 PA9
- 2013 PC9
- 2013 PD9
- 2013 PE9
- 2013 PG9
- 2013 PO9
- 2013 PQ9
- 2013 PR9
- 2013 PT9
- 2013 PD10
- 2013 PG10
- 2013 PH10
- 2013 PJ10
- 2013 PQ10
- 2013 PY10
- 2013 PE11
- 2013 PR11
- 2013 PU11
- 2013 PZ11
- 2013 PG12
- 2013 PK12
- 2013 PL12
- 2013 PM12
- 2013 PN12
- 2013 PO12
- 2013 PW12
- 2013 PX12
- 2013 PZ12
- 2013 PB13
- 2013 PD13
- 2013 PF13
- 2013 PM13
- 2013 PQ13
- 2013 PS13
- 2013 PT13
- 2013 PU13
- 2013 PV13
- 2013 PY13
- 2013 PO14
- 2013 PQ14
- 2013 PT14
- 2013 PW14
- 2013 PB15
- 2013 PE15
- 2013 PJ15
- 2013 PN15
- 2013 PO15
- 2013 PU15
- 2013 PU16
- 2013 PW16
- 2013 PZ16
- 2013 PG17
- 2013 PP17
- 2013 PV17
- 2013 PW17
- 2013 PA18
- 2013 PC18
- 2013 PJ18
- 2013 PO18
- 2013 PP18
- 2013 PR18
- 2013 PW18
- 2013 PA19
- 2013 PE19
- 2013 PF19
- 2013 PG19
- 2013 PP19
- 2013 PR19
- 2013 PY19
- 2013 PB20
- 2013 PJ20
- 2013 PK20
- 2013 PL20
- 2013 PN20
- 2013 PO20
- 2013 PP20
- 2013 PS20
- 2013 PU20
- 2013 PX20
- 2013 PY20
- 2013 PZ20
- 2013 PA21
- 2013 PB21
- 2013 PD21
- 2013 PE21
- 2013 PF21
- 2013 PG21
- 2013 PL21
- 2013 PM21
- 2013 PS21
- 2013 PW21
- 2013 PX21
- 2013 PF22
- 2013 PN22
- 2013 PO22
- 2013 PR22
- 2013 PU22
- 2013 PY22
- 2013 PG23
- 2013 PK23
- 2013 PL23
- 2013 PP23
- 2013 PQ23
- 2013 PT23
- 2013 PW23
- 2013 PC24
- 2013 PD24
- 2013 PE24
- 2013 PH24
- 2013 PL24
- 2013 PD25
- 2013 PM25
- 2013 PQ25
- 2013 PZ25
- 2013 PD26
- 2013 PF26
- 2013 PH26
- 2013 PJ26
- 2013 PK26
- 2013 PO26
- 2013 PS26
- 2013 PX26
- 2013 PY26
- 2013 PZ26
- 2013 PA27
- 2013 PJ27
- 2013 PK27
- 2013 PL27
- 2013 PP27
- 2013 PR27
- 2013 PT27
- 2013 PA28
- 2013 PF28
- 2013 PJ28
- 2013 PL28
- 2013 PQ28
- 2013 PW28
- 2013 PD29
- 2013 PF29
- 2013 PH29
- 2013 PP29
- 2013 PS29
- 2013 PT29
- 2013 PU29
- 2013 PX29
- 2013 PB30
- 2013 PC30
- 2013 PD30
- 2013 PF30
- 2013 PH30
- 2013 PK30
- 2013 PM30
- 2013 PO30
- 2013 PN31
- 2013 PT31
- 2013 PU31
- 2013 PW31
- 2013 PZ31
- 2013 PB33
- 2013 PC33
- 2013 PN33
- 2013 PC34
- 2013 PD34
- 2013 PJ34
- 2013 PM34
- 2013 PO34
- 2013 PY34
- 2013 PA35
- 2013 PB35
- 2013 PC35
- 2013 PG35
- 2013 PH35
- 2013 PM35
- 2013 PT35
- 2013 PF36
- 2013 PJ36
- 2013 PN36
- 2013 PO36
- 2013 PT36
- 2013 PH37
- 2013 PQ37
- 2013 PV37
- 2013 PH38
- 2013 PP38
- 2013 PQ38
- 2013 PT38
- 2013 PV38
- 2013 PY38
- 2013 PZ38
- 2013 PA39
- 2013 PB39
- 2013 PC39
- 2013 PD39
- 2013 PK39
- 2013 PL39
- 2013 PQ39
- 2013 PS39
- 2013 PX39
- 2013 PZ39
- 2013 PA40
- 2013 PC40
- 2013 PF40
- 2013 PL40
- 2013 PN40
- 2013 PS40
- 2013 PV40
- 2013 PW40
- 2013 PA41
- 2013 PC41
- 2013 PD41
- 2013 PE41
- 2013 PF41
- 2013 PG41
- 2013 PJ41
- 2013 PK41
- 2013 PM41
- 2013 PP41
- 2013 PQ41
- 2013 PT41
- 2013 PV41
- 2013 PH42
- 2013 PN42
- 2013 PW42
- 2013 PF43
- 2013 PK43
- 2013 PM43
- 2013 PN43
- 2013 PO43
- 2013 PP43
- 2013 PR43
- 2013 PS43
- 2013 PT43
- 2013 PU43
- 2013 PV43
- 2013 PW43
- 2013 PX43
- 2013 PY43
- 2013 PZ43
- 2013 PA44
- 2013 PB44
- 2013 PC44
- 2013 PD44
- 2013 PE44
- 2013 PJ44
- 2013 PR44
- 2013 PU44
- 2013 PA45
- 2013 PC45
- 2013 PN45
- 2013 PU45
- 2013 PV45
- 2013 PW45
- 2013 PZ45
- 2013 PB46
- 2013 PC46
- 2013 PO46
- 2013 PW46
- 2013 PE47
- 2013 PF47
- 2013 PJ47
- 2013 PP47
- 2013 PS47
- 2013 PT47
- 2013 PU47
- 2013 PY47
- 2013 PZ47
- 2013 PA48
- 2013 PD48
- 2013 PO48
- 2013 PP48
- 2013 PV48
- 2013 PW48
- 2013 PC49
- 2013 PQ49
- 2013 PU49
- 2013 PV49
- 2013 PF50
- 2013 PG50
- 2013 PH50
- 2013 PL50
- 2013 PQ50
- 2013 PR50
- 2013 PV50
- 2013 PF51
- 2013 PG51
- 2013 PK51
- 2013 PL51
- 2013 PM51
- 2013 PP51
- 2013 PQ51
- 2013 PU51
- 2013 PW51
- 2013 PG52
- 2013 PM52
- 2013 PX52
- 2013 PY52
- 2013 PD53
- 2013 PE53
- 2013 PF53
- 2013 PG53
- 2013 PH53
- 2013 PK53
- 2013 PN53
- 2013 PQ53
- 2013 PR53
- 2013 PT53
- 2013 PW53
- 2013 PX53
- 2013 PC54
- 2013 PE54
- 2013 PG54
- 2013 PK54
- 2013 PL54
- 2013 PM54
- 2013 PN54
- 2013 PQ54
- 2013 PT54
- 2013 PW54
- 2013 PZ54
- 2013 PA55
- 2013 PB55
- 2013 PC55
- 2013 PH55
- 2013 PL55
- 2013 PM55
- 2013 PN55
- 2013 PP55
- 2013 PS55
- 2013 PU55
- 2013 PW55
- 2013 PY55
- 2013 PZ55
- 2013 PB56
- 2013 PC56
- 2013 PF56
- 2013 PH56
- 2013 PK56
- 2013 PQ56
- 2013 PR56
- 2013 PV56
- 2013 PZ56
- 2013 PP57
- 2013 PW57
- 2013 PZ57
- 2013 PS58
- 2013 PD59
- 2013 PP59
- 2013 PQ59
- 2013 PT59
- 2013 PW59
- 2013 PZ59
- 2013 PD60
- 2013 PE60
- 2013 PQ60
- 2013 PT60
- 2013 PA61
- 2013 PE61
- 2013 PJ61
- 2013 PM61
- 2013 PO61
- 2013 PS61
- 2013 PU61
- 2013 PV61
- 2013 PY61
- 2013 PZ61
- 2013 PB62
- 2013 PD62
- 2013 PH62
- 2013 PM62
- 2013 PP62
- 2013 PQ62
- 2013 PX62
- 2013 PZ62
- 2013 PA63
- 2013 PG63
- 2013 PH63
- 2013 PS63
- 2013 PU63
- 2013 PP64
- 2013 PT64
- 2013 PV64
- 2013 PW64
- 2013 PA65
- 2013 PR65
- 2013 PU65
- 2013 PY65
- 2013 PF66
- 2013 PG66
- 2013 PJ66
- 2013 PO66
- 2013 PP66
- 2013 PQ66
- 2013 PR66
- 2013 PU66
- 2013 PV66
- 2013 PW66
- 2013 PX66
- 2013 PZ66
- 2013 PA67
- 2013 PC67
- 2013 PF67
- 2013 PH67
- 2013 PJ67
- 2013 PK67
- 2013 PM67
- 2013 PQ67
- 2013 PR67
- 2013 PW67
- 2013 PX67
- 2013 PA68
- 2013 PQ68
- 2013 PR68
- 2013 PT68
- 2013 PU68
- 2013 PY68
- 2013 PF69
- 2013 PG69
- 2013 PS69
- 2013 PG70
- 2013 PJ70
- 2013 PK70
- 2013 PN70
- 2013 PT70
- 2013 PV70
- 2013 PW70
- 2013 PZ70
- 2013 PJ71
- 2013 PP71
- 2013 PR71
- 2013 PU71
- 2013 PX71
- 2013 PS72
- 2013 PT72
- 2013 PA73
- 2013 PF73
- 2013 PN74
- 2013 PO74
- 2013 PR74
- 2013 PW74
- 2013 PX74
- 2013 PA75
- 2013 PD75
- 2013 PE75
- 2013 PF75
- 2013 PG75
- 2013 PH75
- 2013 PL75
- 2013 PM75
- 2013 PN75
- 2013 PO75
- 2013 PP75
- 2013 PR75
- 2013 PS75
- 2013 PT75
- 2013 PU75
- 2013 PV75
- 2013 PW75
- 2013 PY75
- 2013 PE76
- 2013 PS76
- 2013 PC77
- 2013 PE77
- 2013 PO77
- 2013 PP77
- 2013 PS77
- 2013 PX77
- 2013 PD78
- 2013 PJ78
- 2013 PN78
- 2013 PS78
- 2013 PZ78
- 2013 PA79
- 2013 PB79
- 2013 PH79
- 2013 PV79
- 2013 PZ79
- 2013 PH80
- 2013 PM80
- 2013 PP80
- 2013 PT80
- 2013 PW80
- 2013 PX80
- 2013 PZ80
- 2013 PB81
- 2013 PE81
- 2013 PH81
- 2013 PJ81
- 2013 PL81
- 2013 PN81
- 2013 PQ81
- 2013 PS81
- 2013 PC82
- 2013 PD82
- 2013 PY82
- 2013 PA83
- 2013 PB83
- 2013 PE83
- 2013 PK83
- 2013 PO83
- 2013 PP83
- 2013 PQ83
- 2013 PU83
- 2013 PW83
- 2013 PB84
- 2013 PC84
- 2013 PD84
- 2013 PH84
- 2013 PJ84
- 2013 PK84
- 2013 PL84
- 2013 PO84
- 2013 PQ84
- 2013 PR84
- 2013 PS84
- 2013 PV84
- 2013 PX84
- 2013 PY84
- 2013 PZ84
- 2013 PA85
- 2013 PB85
- 2013 PD85
- 2013 PE85
- 2013 PG85
- 2013 PH85
- 2013 PJ85
- 2013 PK85
- 2013 PL85
- 2013 PN85
- 2013 PP85
- 2013 PQ85
- 2013 PS85
- 2013 PT85
- 2013 PU85
- 2013 PV85
- 2013 PW85
- 2013 PX85
- 2013 PY85
- 2013 PZ85
- 2013 PA86
- 2013 PC86
- 2013 PE86
- 2013 PG86
- 2013 PH86
- 2013 PJ86
- 2013 PK86
- 2013 PM86
- 2013 PN86
- 2013 PO86
- 2013 PP86
- 2013 PR86
- 2013 PS86
- 2013 PT86
- 2013 PU86
- 2013 PV86
- 2013 PW86
- 2013 PY86
- 2013 PZ86
- 2013 PA87
- 2013 PB87
- 2013 PC87
- 2013 PD87
- 2013 PE87
- 2013 PF87
- 2013 PG87
- 2013 PH87
- 2013 PJ87
- 2013 PK87
- 2013 PN87
- 2013 PO87
- 2013 PP87
- 2013 PQ87
- 2013 PR87
- 2013 PS87
- 2013 PT87
- 2013 PU87
- 2013 PW87
- 2013 PX87
- 2013 PY87
- 2013 PZ87
- 2013 PB88
- 2013 PC88
- 2013 PD88
- 2013 PE88
- 2013 PF88
- 2013 PG88
- 2013 PH88
- 2013 PJ88
- 2013 PK88
- 2013 PL88
- 2013 PN88
- 2013 PO88
- 2013 PP88
- 2013 PQ88
- 2013 PR88
- 2013 PS88
- 2013 PT88
- 2013 PU88
- 2013 PV88
- 2013 PW88
- 2013 PX88
- 2013 PY88
- 2013 PZ88
- 2013 PA89
- 2013 PB89
- 2013 PC89
- 2013 PD89
- 2013 PE89
- 2013 PF89
- 2013 PG89
- 2013 PH89
- 2013 PJ89
- 2013 PK89
- 2013 PM89
- 2013 PN89
- 2013 PO89
- 2013 PP89
- 2013 PQ89
- 2013 PR89
- 2013 PS89
- 2013 PT89
- 2013 PU89
- 2013 PV89
- 2013 PW89
- 2013 PX89
- 2013 PY89
- 2013 PZ89
- 2013 PA90
- 2013 PB90
- 2013 PC90
- 2013 PD90
- 2013 PE90
- 2013 PF90
- 2013 PG90
- 2013 PH90
- 2013 PJ90
- 2013 PK90
- 2013 PL90
- 2013 PM90
- 2013 PN90
- 2013 PO90
- 2013 PP90
- 2013 PQ90
- 2013 PR90
- 2013 PW90
- 2013 PY90
- 2013 PZ90
- 2013 PB91
- 2013 PC91
- 2013 PE91
- 2013 PF91
- 2013 PH91
- 2013 PL91
- 2013 PR91
- 2013 PT91
- 2013 PU91
- 2013 PV91
- 2013 PX91
- 2013 PA92
- 2013 PB92
- 2013 PE92
- 2013 PF92
- 2013 PG92
- 2013 PJ92
- 2013 PL92
- 2013 PO92
- 2013 PP92
- 2013 PS92
- 2013 PT92
- 2013 PU92
- 2013 PV92
- 2013 PW92
- 2013 PX92
- 2013 PA93
- 2013 PB93
- 2013 PC93
- 2013 PD93
- 2013 PE93
- 2013 PF93
- 2013 PG93
- 2013 PJ93
- 2013 PK93
- 2013 PL93
- 2013 PM93
- 2013 PN93
- 2013 PO93
- 2013 PP93
- 2013 PQ93
- 2013 PR93
- 2013 PS93
- 2013 PT93
- 2013 PU93
- 2013 PV93
- 2013 PW93
- 2013 PX93
- 2013 PY93
- 2013 PA94
- 2013 PB94
- 2013 PC94
- 2013 PD94
- 2013 PE94
- 2013 PF94
- 2013 PG94
- 2013 PJ94
- 2013 PK94
- 2013 PL94
- 2013 PM94
- 2013 PN94
- 2013 PO94
- 2013 PQ94
- 2013 PR94
- 2013 PS94
- 2013 PT94
- 2013 PU94
- 2013 PV94
- 2013 PW94
- 2013 PX94
- 2013 PY94
- 2013 PZ94
- 2013 PA95
- 2013 PB95
- 2013 PC95
- 2013 PD95
- 2013 PE95
- 2013 PF95
- 2013 PG95
- 2013 PH95
- 2013 PJ95
- 2013 PK95
- 2013 PL95
- 2013 PM95
- 2013 PN95
- 2013 PO95
- 2013 PP95
- 2013 PR95
- 2013 PS95
- 2013 PT95
- 2013 PU95
- 2013 PV95
- 2013 PW95
- 2013 PX95
- 2013 PY95
- 2013 PZ95
- 2013 PA96
- 2013 PB96
- 2013 PC96
- 2013 PD96
- 2013 PE96
- 2013 PF96
- 2013 PG96
- 2013 PJ96
- 2013 PK96
- 2013 PM96
- 2013 PO96
- 2013 PP96
- 2013 PQ96
- 2013 PR96
- 2013 PT96
- 2013 PU96
- 2013 PW96
- 2013 PX96
- 2013 PY96
- 2013 PZ96
- 2013 PA97
- 2013 PB97
- 2013 PC97
- 2013 PD97
- 2013 PE97
- 2013 PG97
- 2013 PH97
- 2013 PJ97
- 2013 PK97
- 2013 PL97
- 2013 PM97
- 2013 PO97
- 2013 PP97
- 2013 PQ97
- 2013 PR97
- 2013 PS97
- 2013 PT97
- 2013 PU97
- 2013 PV97
- 2013 PW97
- 2013 PX97
- 2013 PY97
- 2013 PZ97
- 2013 PA98
- 2013 PB98
- 2013 PC98
- 2013 PD98
- 2013 PF98
- 2013 PG98
- 2013 PH98
- 2013 PJ98
- 2013 PK98
- 2013 PN98
- 2013 PQ98
- 2013 PX98
- 2013 PA99
- 2013 PB99
- 2013 PC99
- 2013 PD99
- 2013 PE99
- 2013 PF99
- 2013 PG99
- 2013 PJ99
- 2013 PK99
- 2013 PL99
- 2013 PM99
- 2013 PO99
- 2013 PP99
- 2013 PQ99
- 2013 PR99
- 2013 PU99
- 2013 PW99
- 2013 PX99
- 2013 PY99
- 2013 PZ99
- 2013 PA100
- 2013 PB100
- 2013 PC100
- 2013 PD100
- 2013 PF100
- 2013 PG100
- 2013 PH100
- 2013 PK100
- 2013 PA101
- 2013 PH101
- 2013 PK101
- 2013 PL101
- 2013 PP101
- 2013 PQ101
- 2013 PT101
- 2013 PU101
- 2013 PV101
- 2013 PW101
- 2013 PX101
- 2013 PY101
- 2013 PB102
- 2013 PC102
- 2013 PD102
- 2013 PE102
- 2013 PG102
- 2013 PJ102
- 2013 PK102
- 2013 PL102
- 2013 PN102
- 2013 PO102
- 2013 PP102
- 2013 PQ102
- 2013 PR102
- 2013 PS102
- 2013 PU102
- 2013 PW102
- 2013 PX102
- 2013 PZ102
- 2013 PB103
- 2013 PC103
- 2013 PD103
- 2013 PE103
- 2013 PF103
- 2013 PG103
- 2013 PH103
- 2013 PJ103
- 2013 PK103
- 2013 PL103
- 2013 PM103
- 2013 PN103
- 2013 PO103
- 2013 PP103
- 2013 PQ103
- 2013 PT103
- 2013 PU103
- 2013 PV103
- 2013 PW103
- 2013 PX103
- 2013 PY103
- 2013 PB104
- 2013 PC104
- 2013 PD104
- 2013 PE104
- 2013 PF104
- 2013 PG104
- 2013 PH104
- 2013 PJ104
- 2013 PK104
- 2013 PM104
- 2013 PN104
- 2013 PO104
- 2013 PP104
- 2013 PQ104
- 2013 PR104
- 2013 PS104
- 2013 PT104
- 2013 PU104
- 2013 PV104
- 2013 PW104
- 2013 PY104
- 2013 PZ104
- 2013 PA105
- 2013 PB105
- 2013 PC105
- 2013 PD105
- 2013 PF105
- 2013 PH105
- 2013 PJ105
- 2013 PQ105
- 2013 PU105
- 2013 PX105
- 2013 PZ105
- 2013 PA106
- 2013 PB106
- 2013 PC106
- 2013 PF106
- 2013 PJ106
- 2013 PL106
- 2013 PM106
- 2013 PQ106
- 2013 PR106
- 2013 PS106
- 2013 PU106
- 2013 PV106
- 2013 PW106
- 2013 PY106
- 2013 PZ106
- 2013 PA107
- 2013 PB107
- 2013 PC107
- 2013 PD107
- 2013 PE107
- 2013 PF107
- 2013 PG107
- 2013 PH107
- 2013 PJ107
- 2013 PK107
- 2013 PL107
- 2013 PM107
- 2013 PN107
- 2013 PO107
- 2013 PP107
- 2013 PQ107
- 2013 PR107
- 2013 PS107
- 2013 PT107
- 2013 PU107
- 2013 PV107
- 2013 PW107
- 2013 PX107
- 2013 PY107
- 2013 PC108
- 2013 PE108
- 2013 PF108
- 2013 PG108
- 2013 PH108
- 2013 PJ108
- 2013 PK108
- 2013 PM108
- 2013 PN108
- 2013 PO108
- 2013 PP108
- 2013 PQ108
- 2013 PR108
- 2013 PS108
- 2013 PU108
- 2013 PW108
- 2013 PX108
- 2013 PY108
- 2013 PZ108
- 2013 PA109
- 2013 PB109
- 2013 PC109
- 2013 PD109
- 2013 PE109
- 2013 PF109
- 2013 PG109
- 2013 PH109
- 2013 PJ109
- 2013 PK109
- 2013 PL109
- 2013 PM109
- 2013 PN109
- 2013 PO109
- 2013 PP109
- 2013 PQ109
- 2013 PR109
- 2013 PS109
- 2013 PT109
- 2013 PU109
- 2013 PV109
- 2013 PW109
- 2013 PX109
- 2013 PY109
- 2013 PZ109
- 2013 PA110
- 2013 PB110
- 2013 PC110
- 2013 PD110
- 2013 PE110
- 2013 PF110
- 2013 PJ110
- 2013 PK110
- 2013 PL110
- 2013 PM110
- 2013 PN110
- 2013 PO110
- 2013 PP110
- 2013 PQ110
- 2013 PR110
- 2013 PS110
- 2013 PT110
- 2013 PU110
- 2013 PV110
- 2013 PW110
- 2013 PX110
- 2013 PY110
- 2013 PZ110
- 2013 PB111
- 2013 PG111
- 2013 PH111
- 2013 PJ111
- 2013 PK111
- 2013 PL111
- 2013 PN111
- 2013 PP111
- 2013 PQ111
- 2013 PS111
- 2013 PT111
- 2013 PV111
- 2013 PW111
- 2013 PX111
- 2013 PY111
- 2013 PZ111
- 2013 PA112
- 2013 PB112
- 2013 PC112
- 2013 PF112
- 2013 PG112
- 2013 PH112
- 2013 PJ112
- 2013 PK112
- 2013 PL112
- 2013 PM112
- 2013 PO112
- 2013 PP112
- 2013 PQ112
- 2013 PR112
- 2013 PS112
- 2013 PT112
- 2013 PU112
- 2013 PV112
- 2013 PW112
- 2013 PX112
- 2013 PZ112
- 2013 PA113
- 2013 PB113
- 2013 PC113
- 2013 PE113
- 2013 PF113
- 2013 PG113
- 2013 PH113
- 2013 PJ113
- 2013 PK113
- 2013 PL113
- 2013 PM113
- 2013 PN113
- 2013 PO113
- 2013 PP113
- 2013 PQ113
- 2013 PR113
- 2013 PS113
- 2013 PT113
- 2013 PV113
- 2013 PX113
- 2013 PY113
- 2013 PZ113
- 2013 PA114
- 2013 PC114
- 2013 PE114
- 2013 PH114
- 2013 PL114
- 2013 PM114
- 2013 PN114
- 2013 PO114
- 2013 PP114
- 2013 PQ114
- 2013 PR114
- 2013 PS114
- 2013 PT114
- 2013 PU114
- 2013 PV114
- 2013 PX114
- 2013 PY114
- 2013 PZ114
- 2013 PA115
- 2013 PB115
- 2013 PC115
- 2013 PD115
- 2013 PE115
- 2013 PF115
- 2013 PH115
- 2013 PJ115
- 2013 PL115
- 2013 PN115
- 2013 PO115
- 2013 PQ115
- 2013 PR115
- 2013 PV115
- 2013 PW115
- 2013 PX115
- 2013 PY115
- 2013 PZ115
- 2013 PA116
- 2013 PC116
- 2013 PD116
- 2013 PF116
- 2013 PG116
- 2013 PK116
- 2013 PL116
- 2013 PM116
- 2013 PN116
- 2013 PO116
- 2013 PP116
- 2013 PQ116
- 2013 PR116
- 2013 PS116
- 2013 PT116
- 2013 PU116
- 2013 PV116
- 2013 PW116
- 2013 PX116
- 2013 PB117
- 2013 PC117
- 2013 PD117
- 2013 PE117
- 2013 PF117
- 2013 PG117
- 2013 PH117
- 2013 PJ117
- 2013 PN117
- 2013 PO117
- 2013 PP117
- 2013 PQ117
- 2013 PS117
- 2013 PV117
- 2013 PX117
- 2013 PY117
- 2013 PZ117
- 2013 PB118
- 2013 PD118
- 2013 PE118
- 2013 PF118
- 2013 PG118
- 2013 PH118
- 2013 PJ118
- 2013 PM118
- 2013 PN118
- 2013 PQ118
- 2013 PR118
- 2013 PS118
- 2013 PT118
- 2013 PU118
- 2013 PX118
- 2013 PZ118
- 2013 PA119
- 2013 PB119
- 2013 PC119
- 2013 PD119
- 2013 PF119
- 2013 PG119
- 2013 PH119
- 2013 PK119
- 2013 PL119
- 2013 PM119
- 2013 PN119
- 2013 PO119
- 2013 PP119
- 2013 PQ119
- 2013 PR119
- 2013 PT119
- 2013 PV119
- 2013 PX119
- 2013 PY119
- 2013 PZ119
- 2013 PA120
- 2013 PB120
- 2013 PC120
- 2013 PD120
- 2013 PE120
- 2013 PF120
- 2013 PG120
- 2013 PH120
- 2013 PJ120
- 2013 PK120
- 2013 PL120
- 2013 PM120
- 2013 PN120
- 2013 PO120
- 2013 PP120
- 2013 PQ120
- 2013 PR120
- 2013 PU120
- 2013 PW120
- 2013 PX120
- 2013 PY120
- 2013 PZ120
- 2013 PB121
- 2013 PC121
- 2013 PD121
- 2013 PE121
- 2013 PF121
- 2013 PG121
- 2013 PH121
- 2013 PJ121
- 2013 PL121
- 2013 PM121
- 2013 PN121
- 2013 PO121
- 2013 PP121
- 2013 PQ121
- 2013 PR121
- 2013 PS121
- 2013 PT121
- 2013 PU121
- 2013 PW121
- 2013 PZ121
- 2013 PB122
- 2013 PE122
- 2013 PF122
- 2013 PG122
- 2013 PH122
- 2013 PJ122
- 2013 PK122
- 2013 PL122
- 2013 PM122
- 2013 PN122
- 2013 PO122
- 2013 PP122
- 2013 PQ122
- 2013 PR122
- 2013 PS122
- 2013 PT122
- 2013 PU122
- 2013 PX122
- 2013 PY122
- 2013 PZ122
- 2013 PA123
- 2013 PB123
- 2013 PC123
- 2013 PD123
- 2013 PE123
- 2013 PF123
- 2013 PG123
- 2013 PH123
- 2013 PJ123
- 2013 PK123
- 2013 PM123
- 2013 PQ123
- 2013 PR123
- 2013 PS123
- 2013 PT123
- 2013 PV123
- 2013 PW123
- 2013 PX123
- 2013 PY123
- 2013 PZ123
- 2013 PA124
- 2013 PB124
- 2013 PC124
- 2013 PE124
- 2013 PF124
- 2013 PG124
- 2013 PH124
- 2013 PJ124
- 2013 PK124
- 2013 PL124
- 2013 PN124
- 2013 PO124
- 2013 PQ124
- 2013 PR124
- 2013 PS124
- 2013 PT124
- 2013 PU124
- 2013 PV124
- 2013 PW124
- 2013 PX124
- 2013 PY124
- 2013 PZ124
- 2013 PA125
- 2013 PB125
- 2013 PD125
- 2013 PF125
- 2013 PH125
- 2013 PJ125
- 2013 PL125
- 2013 PO125
- 2013 PP125
- 2013 PQ125
- 2013 PR125
- 2013 PS125
- 2013 PT125
- 2013 PU125
- 2013 PV125
- 2013 PW125
- 2013 PZ125
- 2013 PA126
- 2013 PB126
- 2013 PC126
- 2013 PD126
- 2013 PE126
- 2013 PF126
- 2013 PG126
- 2013 PJ126
- 2013 PL126
- 2013 PM126
- 2013 PN126
- 2013 PO126
- 2013 PQ126
- 2013 PR126
- 2013 PS126
- 2013 PT126
- 2013 PV126
- 2013 PW126
- 2013 PX126
- 2013 PY126
- 2013 PZ126
- 2013 PA127
- 2013 PD127
- 2013 PE127
- 2013 PF127
- 2013 PG127
- 2013 PH127
- 2013 PJ127
- 2013 PK127
- 2013 PL127
- 2013 PM127
- 2013 PN127
- 2013 PO127
- 2013 PP127
- 2013 PQ127
- 2013 PR127
- 2013 PS127
- 2013 PT127
- 2013 PU127
- 2013 PV127
- 2013 PW127
- 2013 PX127
- 2013 PY127
- 2013 PZ127
- 2013 PB128
- 2013 PC128
- 2013 PD128
- 2013 PF128
- 2013 PG128
- 2013 PH128
- 2013 PJ128
- 2013 PL128
- 2013 PN128
- 2013 PO128
- 2013 PP128
- 2013 PQ128
- 2013 PR128
- 2013 PS128
- 2013 PT128
- 2013 PU128
- 2013 PV128
- 2013 PW128
- 2013 PX128
- 2013 PY128
- 2013 PA129
- 2013 PB129
- 2013 PC129
- 2013 PD129
- 2013 PE129
- 2013 PF129
- 2013 PG129
- 2013 PH129
- 2013 PJ129
- 2013 PK129
- 2013 PL129
- 2013 PM129
- 2013 PN129
- 2013 PO129
- 2013 PQ129
- 2013 PR129
- 2013 PS129
- 2013 PT129
- 2013 PU129
- 2013 PV129
- 2013 PW129
- 2013 PX129
- 2013 PY129
- 2013 PZ129
- 2013 PB130
- 2013 PC130
- 2013 PD130
- 2013 PE130
- 2013 PF130
- 2013 PG130
- 2013 PH130
- 2013 PJ130
- 2013 PK130
- 2013 PL130
- 2013 PN130
- 2013 PO130
- 2013 PP130
- 2013 PQ130
- 2013 PR130
- 2013 PS130
- 2013 PT130
- 2013 PU130
- 2013 PV130
- 2013 PW130
- 2013 PX130
- 2013 PY130
- 2013 PZ130
- 2013 PA131
- 2013 PB131
- 2013 PC131
- 2013 PD131
- 2013 PE131
- 2013 PF131
- 2013 PG131
- 2013 PH131
- 2013 PJ131
- 2013 PK131
- 2013 PL131
- 2013 PM131
- 2013 PN131
- 2013 PP131
- 2013 PQ131
- 2013 PR131
- 2013 PS131
- 2013 PU131
- 2013 PV131
- 2013 PW131
- 2013 PX131
- 2013 PY131
- 2013 PZ131
- 2013 PA132
- 2013 PB132
- 2013 PC132
- 2013 PD132
- 2013 PE132
- 2013 PF132
- 2013 PH132
- 2013 PJ132
- 2013 PK132
- 2013 PL132
- 2013 PM132
- 2013 PO132
- 2013 PQ132
- 2013 PS132
- 2013 PU132
- 2013 PV132
- 2013 PW132
- 2013 PX132
- 2013 PY132
- 2013 PZ132
- 2013 PA133
- 2013 PB133
- 2013 PC133
- 2013 PF133
- 2013 PG133
- 2013 PH133
- 2013 PJ133
- 2013 PK133
- 2013 PL133
- 2013 PM133
- 2013 PN133
- 2013 PO133
- 2013 PP133
- 2013 PQ133
- 2013 PR133
- 2013 PS133
- 2013 PT133
- 2013 PU133
- 2013 PV133
- 2013 PW133
- 2013 PX133
- 2013 PY133
- 2013 PZ133
- 2013 PA134
- 2013 PB134
- 2013 PC134
- 2013 PD134
- 2013 PE134
- 2013 PF134
- 2013 PG134
- 2013 PH134
- 2013 PK134
- 2013 PL134
- 2013 PM134
- 2013 PO134
- 2013 PP134
- 2013 PR134
- 2013 PS134
- 2013 PT134
- 2013 PU134
- 2013 PV134
- 2013 PW134
- 2013 PX134
- 2013 PY134
- 2013 PZ134
- 2013 PA135
- 2013 PB135
- 2013 PC135
- 2013 PD135
- 2013 PE135
- 2013 PG135
- 2013 PH135
- 2013 PJ135
- 2013 PK135
- 2013 PL135
- 2013 PM135
- 2013 PO135
- 2013 PP135
- 2013 PQ135
- 2013 PR135
- 2013 PS135
- 2013 PT135
- 2013 PU135
- 2013 PV135
- 2013 PW135
- 2013 PX135
- 2013 PY135
- 2013 PZ135
- 2013 PA136
- 2013 PD136
- 2013 PF136
- 2013 PG136
- 2013 PH136
- 2013 PJ136
- 2013 PK136
- 2013 PL136
- 2013 PM136
- 2013 PN136
- 2013 PO136
- 2013 PP136
- 2013 PQ136
- 2013 PR136
- 2013 PS136
- 2013 PT136
- 2013 PU136
- 2013 PV136
- 2013 PW136
- 2013 PX136
- 2013 PY136
- 2013 PZ136
- 2013 PA137
- 2013 PB137
- 2013 PC137
- 2013 PE137
- 2013 PF137
- 2013 PG137
- 2013 PH137
- 2013 PJ137
- 2013 PK137
- 2013 PM137
- 2013 PN137
- 2013 PO137
- 2013 PP137
- 2013 PQ137
- 2013 PR137
- 2013 PS137
- 2013 PU137
- 2013 PV137
- 2013 PW137
- 2013 PX137
- 2013 PY137
- 2013 PZ137
- 2013 PA138
- 2013 PB138
- 2013 PE138
- 2013 PF138
- 2013 PG138
- 2013 PH138
- 2013 PJ138
- 2013 PK138
- 2013 PL138
- 2013 PM138
- 2013 PN138
- 2013 PP138
- 2013 PR138
- 2013 PT138
- 2013 PU138
- 2013 PV138
- 2013 PX138
- 2013 PZ138
- 2013 PA139
- 2013 PB139
- 2013 PD139
- 2013 PF139
- 2013 PG139
- 2013 PH139
- 2013 PK139
- 2013 PM139
- 2013 PN139
- 2013 PO139
- 2013 PP139
- 2013 PQ139
- 2013 PS139
- 2013 PU139
- 2013 PV139
- 2013 PW139
- 2013 PX139
- 2013 PY139
- 2013 PA140
- 2013 PB140
- 2013 PC140
- 2013 PE140
- 2013 PF140
- 2013 PG140
- 2013 PH140
- 2013 PJ140
- 2013 PK140
- 2013 PM140
- 2013 PN140
- 2013 PO140
- 2013 PP140
- 2013 PQ140
- 2013 PR140
- 2013 PS140
- 2013 PT140
- 2013 PU140
- 2013 PV140
- 2013 PW140
- 2013 PX140
- 2013 PY140
- 2013 PZ140
- 2013 PA141
- 2013 PB141
- 2013 PC141
- 2013 PD141
- 2013 PE141
- 2013 PF141
- 2013 PG141
- 2013 PH141
- 2013 PJ141
- 2013 PK141
- 2013 PL141
- 2013 PM141
- 2013 PN141
- 2013 PO141
- 2013 PP141
- 2013 PR141
- 2013 PS141
- 2013 PT141
- 2013 PU141
- 2013 PV141
- 2013 PW141
- 2013 PX141
- 2013 PY141
- 2013 PZ141
- 2013 PA142
- 2013 PB142
- 2013 PD142
- 2013 PE142
- 2013 PF142
- 2013 PG142
- 2013 PH142
- 2013 PJ142
- 2013 PK142
- 2013 PL142
- 2013 PM142
- 2013 PN142
- 2013 PO142
- 2013 PP142
- 2013 PQ142
- 2013 PR142
- 2013 PS142
- 2013 PT142
- 2013 PU142
- 2013 PV142
- 2013 PW142
- 2013 PX142
- 2013 PY142
- 2013 PZ142
- 2013 PA143
- 2013 PB143
- 2013 PC143
- 2013 PD143
- 2013 PE143
- 2013 PF143
- 2013 PG143
- 2013 PH143
- 2013 PJ143
- 2013 PK143
- 2013 PL143
- 2013 PM143
- 2013 PN143
- 2013 PO143
- 2013 PP143
- 2013 PQ143
- 2013 PR143
- 2013 PS143
- 2013 PT143
- 2013 PU143
- 2013 PV143
- 2013 PW143
- 2013 PX143
- 2013 PY143
- 2013 PZ143
- 2013 PA144
- 2013 PB144
- 2013 PC144
- 2013 PD144
- 2013 PE144
- 2013 PF144
- 2013 PG144
- 2013 PH144
- 2013 PJ144
- 2013 PK144
- 2013 PL144
- 2013 PM144
- 2013 PN144
- 2013 PO144
- 2013 PP144
- 2013 PQ144
- 2013 PR144
- 2013 PS144
- 2013 PT144
- 2013 PU144
- 2013 PV144
- 2013 PX144
- 2013 PY144
- 2013 PZ144
- 2013 PA145
- 2013 PB145
- 2013 PC145
- 2013 PD145
- 2013 PE145
- 2013 PF145
- 2013 PG145
- 2013 PH145
- 2013 PJ145
- 2013 PK145
- 2013 PL145
- 2013 PM145
- 2013 PN145
- 2013 PO145
- 2013 PP145
- 2013 PQ145
- 2013 PR145
- 2013 PS145
- 2013 PT145
- 2013 PU145
- 2013 PV145
- 2013 PW145
- 2013 PX145
- 2013 PY145
- 2013 PZ145
- 2013 PA146
- 2013 PB146
- 2013 PC146
- 2013 PD146
- 2013 PE146
- 2013 PF146
- 2013 PG146
- 2013 PH146
- 2013 PJ146
- 2013 PK146
- 2013 PM146
- 2013 PN146
- 2013 PO146
- 2013 PP146
- 2013 PQ146
- 2013 PS146
- 2013 PT146
- 2013 PU146
- 2013 PV146
- 2013 PW146
- 2013 PX146
- 2013 PZ146
- 2013 PA147
- 2013 PB147
- 2013 PC147
- 2013 PD147
- 2013 PE147
- 2013 PF147

### Du 16 au 31 août 2013
- 2013 QD
- 2013 QG
- 2013 QO
- 2013 QT
- 2013 QU
- 2013 QW
- 2013 QG1
- 2013 QR1
- 2013 QU1
- 2013 QV1
- 2013 QX1
- 2013 QY1
- 2013 QE2
- 2013 QN2
- 2013 QB3
- 2013 QE3
- 2013 QF3
- 2013 QR3
- 2013 QG4
- 2013 QM4
- 2013 QR4
- 2013 QT4
- 2013 QU4
- 2013 QX4
- 2013 QY4
- 2013 QB5
- 2013 QC5
- 2013 QG5
- 2013 QH5
- 2013 QJ5
- 2013 QL5
- 2013 QN5
- 2013 QO5
- 2013 QR5
- 2013 QT5
- 2013 QW5
- 2013 QX5
- 2013 QZ5
- 2013 QB6
- 2013 QE6
- 2013 QK6
- 2013 QQ6
- 2013 QR6
- 2013 QS6
- 2013 QT6
- 2013 QX6
- 2013 QE7
- 2013 QF7
- 2013 QG7
- 2013 QP7
- 2013 QQ7
- 2013 QV7
- 2013 QW7
- 2013 QA8
- 2013 QB8
- 2013 QD8
- 2013 QJ8
- 2013 QL8
- 2013 QN8
- 2013 QT8
- 2013 QV8
- 2013 QX8
- 2013 QY8
- 2013 QZ8
- 2013 QE9
- 2013 QL9
- 2013 QO9
- 2013 QU9
- 2013 QW9
- 2013 QA10
- 2013 QH10
- 2013 QK10
- 2013 QL10
- 2013 QM10
- 2013 QN10
- 2013 QR10
- 2013 QV10
- 2013 QZ10
- 2013 QB11
- 2013 QC11
- 2013 QD11
- 2013 QE11
- 2013 QF11
- 2013 QG11
- 2013 QH11
- 2013 QN11
- 2013 QP11
- 2013 QS11
- 2013 QW11
- 2013 QC12
- 2013 QE12
- 2013 QF12
- 2013 QH12
- 2013 QM12
- 2013 QY12
- 2013 QZ12
- 2013 QD13
- 2013 QN13
- 2013 QO13
- 2013 QS13
- 2013 QT13
- 2013 QB14
- 2013 QD14
- 2013 QJ14
- 2013 QS14
- 2013 QT14
- 2013 QZ14
- 2013 QA15
- 2013 QC15
- 2013 QG15
- 2013 QH15
- 2013 QK15
- 2013 QP15
- 2013 QR15
- 2013 QS15
- 2013 QW15
- 2013 QX15
- 2013 QB16
- 2013 QC16
- 2013 QD16
- 2013 QE16
- 2013 QM16
- 2013 QN16
- 2013 QW16
- 2013 QZ16
- 2013 QA17
- 2013 QB17
- 2013 QC17
- 2013 QE17
- 2013 QG17
- 2013 QH17
- 2013 QK17
- 2013 QL17
- 2013 QN17
- 2013 QO17
- 2013 QR17
- 2013 QS17
- 2013 QU17
- 2013 QZ17
- 2013 QG18
- 2013 QM18
- 2013 QP18
- 2013 QR18
- 2013 QU18
- 2013 QV18
- 2013 QA19
- 2013 QD19
- 2013 QE19
- 2013 QL19
- 2013 QT19
- 2013 QV19
- 2013 QZ19
- 2013 QD20
- 2013 QE20
- 2013 QO20
- 2013 QB21
- 2013 QF21
- 2013 QJ21
- 2013 QX21
- 2013 QY21
- 2013 QE22
- 2013 QM22
- 2013 QO22
- 2013 QU22
- 2013 QA23
- 2013 QB23
- 2013 QM23
- 2013 QX23
- 2013 QG24
- 2013 QN24
- 2013 QY24
- 2013 QB25
- 2013 QC25
- 2013 QF25
- 2013 QG25
- 2013 QR25
- 2013 QX25
- 2013 QC26
- 2013 QR26
- 2013 QS26
- 2013 QW26
- 2013 QE27
- 2013 QL27
- 2013 QM27
- 2013 QN27
- 2013 QP27
- 2013 QQ27
- 2013 QU27
- 2013 QX27
- 2013 QZ27
- 2013 QE28
- 2013 QF28
- 2013 QG28
- 2013 QH28
- 2013 QP28
- 2013 QR28
- 2013 QS28
- 2013 QT28
- 2013 QY28
- 2013 QZ28
- 2013 QF29
- 2013 QK29
- 2013 QU29
- 2013 QW29
- 2013 QX29
- 2013 QY29
- 2013 QZ29
- 2013 QM31
- 2013 QO31
- 2013 QQ31
- 2013 QU31
- 2013 QA32
- 2013 QF32
- 2013 QG32
- 2013 QK32
- 2013 QL32
- 2013 QS32
- 2013 QT32
- 2013 QV32
- 2013 QW32
- 2013 QX32
- 2013 QA33
- 2013 QC33
- 2013 QD33
- 2013 QE33
- 2013 QJ33
- 2013 QK33
- 2013 QS33
- 2013 QT33
- 2013 QX33
- 2013 QY33
- 2013 QZ33
- 2013 QC34
- 2013 QD34
- 2013 QE34
- 2013 QH34
- 2013 QJ34
- 2013 QK34
- 2013 QP34
- 2013 QQ34
- 2013 QU34
- 2013 QA35
- 2013 QM35
- 2013 QN35
- 2013 QP35
- 2013 QQ35
- 2013 QW35
- 2013 QB36
- 2013 QC36
- 2013 QF36
- 2013 QG36
- 2013 QH36
- 2013 QJ36
- 2013 QL36
- 2013 QQ36
- 2013 QY36
- 2013 QC37
- 2013 QM37
- 2013 QS37
- 2013 QE38
- 2013 QF38
- 2013 QG38
- 2013 QH38
- 2013 QK38
- 2013 QN38
- 2013 QU38
- 2013 QW38
- 2013 QD39
- 2013 QG39
- 2013 QL39
- 2013 QN39
- 2013 QO39
- 2013 QQ39
- 2013 QR39
- 2013 QU39
- 2013 QB40
- 2013 QC40
- 2013 QO40
- 2013 QU40
- 2013 QX40
- 2013 QA41
- 2013 QC41
- 2013 QE41
- 2013 QG41
- 2013 QH41
- 2013 QO41
- 2013 QP41
- 2013 QQ41
- 2013 QT41
- 2013 QX41
- 2013 QT42
- 2013 QU42
- 2013 QB43
- 2013 QD43
- 2013 QF43
- 2013 QJ43
- 2013 QL43
- 2013 QO43
- 2013 QP43
- 2013 QR43
- 2013 QW43
- 2013 QX43
- 2013 QD44
- 2013 QG44
- 2013 QJ44
- 2013 QL44
- 2013 QS44
- 2013 QV44
- 2013 QZ44
- 2013 QA45
- 2013 QH45
- 2013 QK45
- 2013 QO45
- 2013 QP45
- 2013 QQ45
- 2013 QR45
- 2013 QU45
- 2013 QY45
- 2013 QZ45
- 2013 QA46
- 2013 QE46
- 2013 QH46
- 2013 QN46
- 2013 QO46
- 2013 QP46
- 2013 QQ46
- 2013 QR46
- 2013 QT46
- 2013 QU46
- 2013 QW46
- 2013 QZ46
- 2013 QD47
- 2013 QL47
- 2013 QM47
- 2013 QW47
- 2013 QA48
- 2013 QB48
- 2013 QE48
- 2013 QH48
- 2013 QJ48
- 2013 QM48
- 2013 QN48
- 2013 QO48
- 2013 QP48
- 2013 QQ48
- 2013 QR48
- 2013 QV48
- 2013 QW48
- 2013 QY48
- 2013 QZ48
- 2013 QB49
- 2013 QE49
- 2013 QH49
- 2013 QL49
- 2013 QQ49
- 2013 QR49
- 2013 QT49
- 2013 QV49
- 2013 QW49
- 2013 QY49
- 2013 QB50
- 2013 QC50
- 2013 QD50
- 2013 QJ50
- 2013 QL50
- 2013 QZ50
- 2013 QD51
- 2013 QH51
- 2013 QK51
- 2013 QL51
- 2013 QP51
- 2013 QX51
- 2013 QY51
- 2013 QZ51
- 2013 QA52
- 2013 QK52
- 2013 QM52
- 2013 QP52
- 2013 QV52
- 2013 QW52
- 2013 QX52
- 2013 QY52
- 2013 QZ52
- 2013 QA53
- 2013 QB53
- 2013 QD53
- 2013 QG53
- 2013 QO53
- 2013 QP53
- 2013 QR53
- 2013 QX53
- 2013 QJ54
- 2013 QN54
- 2013 QP54
- 2013 QT54
- 2013 QC55
- 2013 QE55
- 2013 QF55
- 2013 QJ55
- 2013 QO55
- 2013 QS55
- 2013 QV55
- 2013 QD56
- 2013 QL56
- 2013 QU56
- 2013 QB57
- 2013 QC57
- 2013 QV57
- 2013 QT58
- 2013 QU58
- 2013 QG59
- 2013 QH59
- 2013 QS59
- 2013 QA60
- 2013 QE60
- 2013 QF60
- 2013 QO60
- 2013 QS60
- 2013 QT60
- 2013 QU60
- 2013 QV60
- 2013 QY60
- 2013 QM61
- 2013 QO61
- 2013 QT61
- 2013 QU61
- 2013 QW61
- 2013 QN62
- 2013 QS62
- 2013 QU62
- 2013 QG63
- 2013 QK63
- 2013 QR63
- 2013 QW63
- 2013 QY63
- 2013 QZ63
- 2013 QF64
- 2013 QP64
- 2013 QA65
- 2013 QP65
- 2013 QV65
- 2013 QA66
- 2013 QJ66
- 2013 QN66
- 2013 QQ66
- 2013 QS66
- 2013 QG67
- 2013 QH67
- 2013 QJ67
- 2013 QR67
- 2013 QU67
- 2013 QW67
- 2013 QY67
- 2013 QF68
- 2013 QJ68
- 2013 QM68
- 2013 QN68
- 2013 QP68
- 2013 QW68
- 2013 QA69
- 2013 QE69
- 2013 QP69
- 2013 QE70
- 2013 QS70
- 2013 QU70
- 2013 QV70
- 2013 QX70
- 2013 QD71
- 2013 QE71
- 2013 QG71
- 2013 QH71
- 2013 QK71
- 2013 QO71
- 2013 QR71
- 2013 QX71
- 2013 QA72
- 2013 QB72
- 2013 QC72
- 2013 QF72
- 2013 QJ72
- 2013 QQ72
- 2013 QT72
- 2013 QX72
- 2013 QB73
- 2013 QF73
- 2013 QG73
- 2013 QK73
- 2013 QQ73
- 2013 QR73
- 2013 QT73
- 2013 QA74
- 2013 QB74
- 2013 QG74
- 2013 QL74
- 2013 QQ74
- 2013 QS74
- 2013 QB75
- 2013 QC75
- 2013 QF75
- 2013 QK75
- 2013 QL75
- 2013 QN75
- 2013 QZ75
- 2013 QD76
- 2013 QE76
- 2013 QL76
- 2013 QM76
- 2013 QX76
- 2013 QA77
- 2013 QC77
- 2013 QK77
- 2013 QN77
- 2013 QQ77
- 2013 QS77
- 2013 QV77
- 2013 QA78
- 2013 QD78
- 2013 QP78
- 2013 QT78
- 2013 QX78
- 2013 QZ78
- 2013 QF79
- 2013 QK79
- 2013 QN79
- 2013 QO79
- 2013 QP79
- 2013 QQ79
- 2013 QR79
- 2013 QT79
- 2013 QL80
- 2013 QO80
- 2013 QU80
- 2013 QW80
- 2013 QC81
- 2013 QR81
- 2013 QF82
- 2013 QJ82
- 2013 QL82
- 2013 QU82
- 2013 QX82
- 2013 QE83
- 2013 QK83
- 2013 QQ83
- 2013 QW83
- 2013 QZ83
- 2013 QB84
- 2013 QG84
- 2013 QZ84
- 2013 QC85
- 2013 QD85
- 2013 QG85
- 2013 QN85
- 2013 QO85
- 2013 QP85
- 2013 QQ85
- 2013 QT85
- 2013 QW85
- 2013 QY85
- 2013 QF86
- 2013 QJ86
- 2013 QW86
- 2013 QY86
- 2013 QZ86
- 2013 QG87
- 2013 QO87
- 2013 QR87
- 2013 QT87
- 2013 QZ87
- 2013 QB88
- 2013 QE88
- 2013 QG88
- 2013 QJ88
- 2013 QK88
- 2013 QS88
- 2013 QW88
- 2013 QX88
- 2013 QE89
- 2013 QN89
- 2013 QO89
- 2013 QR89
- 2013 QT89
- 2013 QV89
- 2013 QX89
- 2013 QA90
- 2013 QD90
- 2013 QE90
- 2013 QH90
- 2013 QJ90
- 2013 QW90
- 2013 QB91
- 2013 QF91
- 2013 QG91
- 2013 QH91
- 2013 QM91
- 2013 QN91
- 2013 QS91
- 2013 QU91
- 2013 QV91
- 2013 QH92
- 2013 QK92
- 2013 QO92
- 2013 QW92
- 2013 QY92
- 2013 QK93
- 2013 QL93
- 2013 QN93
- 2013 QQ93
- 2013 QA94
- 2013 QG94
- 2013 QH94
- 2013 QJ94
- 2013 QL94
- 2013 QM94
- 2013 QP94
- 2013 QG95
- 2013 QP95
- 2013 QU95
- 2013 QW95
- 2013 QB96
- 2013 QG96
- 2013 QL96
- 2013 QN96
- 2013 QO96
- 2013 QR96
- 2013 QT96
- 2013 QU96
- 2013 QW96
- 2013 QX96
- 2013 QY96
- 2013 QZ96
- 2013 QA97
- 2013 QB97
- 2013 QC97
- 2013 QD97
- 2013 QE97
- 2013 QF97
- 2013 QG97
- 2013 QJ97
- 2013 QK97
- 2013 QL97
- 2013 QM97
- 2013 QN97
- 2013 QO97
- 2013 QP97
- 2013 QQ97
- 2013 QV97
- 2013 QW97
- 2013 QX97
- 2013 QA98
- 2013 QB98
- 2013 QC98
- 2013 QE98
- 2013 QF98
- 2013 QH98
- 2013 QK98
- 2013 QP98
- 2013 QQ98
- 2013 QS98
- 2013 QV98
- 2013 QW98
- 2013 QX98
- 2013 QY98
- 2013 QA99
- 2013 QB99
- 2013 QC99
- 2013 QE99
- 2013 QG99
- 2013 QH99
- 2013 QJ99
- 2013 QK99
- 2013 QN99
- 2013 QP99
- 2013 QQ99
- 2013 QR99
- 2013 QS99
- 2013 QT99
- 2013 QX99
- 2013 QA100
- 2013 QB100
- 2013 QD100
- 2013 QE100
- 2013 QF100
- 2013 QG100
- 2013 QJ100
- 2013 QK100
- 2013 QL100
- 2013 QN100
- 2013 QP100
- 2013 QQ100
- 2013 QU100
- 2013 QX100
- 2013 QZ100
- 2013 QB101
- 2013 QC101
- 2013 QD101
- 2013 QE101
- 2013 QF101
- 2013 QG101
- 2013 QH101
- 2013 QJ101
- 2013 QK101
- 2013 QM101
- 2013 QO101
- 2013 QP101
- 2013 QR101
- 2013 QT101
- 2013 QU101
- 2013 QV101
- 2013 QX101
- 2013 QZ101
- 2013 QA102
- 2013 QB102
- 2013 QC102
- 2013 QD102
- 2013 QF102
- 2013 QG102
- 2013 QH102
- 2013 QJ102
- 2013 QM102
- 2013 QN102
- 2013 QO102
- 2013 QQ102
- 2013 QR102
- 2013 QS102
- 2013 QT102
- 2013 QU102
- 2013 QW102
- 2013 QY102
- 2013 QA103
- 2013 QC103
- 2013 QD103
- 2013 QE103
- 2013 QG103
- 2013 QH103
- 2013 QJ103
- 2013 QL103
- 2013 QN103
- 2013 QQ103
- 2013 QR103
- 2013 QS103
- 2013 QV103
- 2013 QX103
- 2013 QY103
- 2013 QZ103
- 2013 QA104
- 2013 QB104
- 2013 QC104
- 2013 QD104
- 2013 QE104
- 2013 QF104
- 2013 QH104
- 2013 QJ104
- 2013 QK104
- 2013 QL104
- 2013 QM104
- 2013 QO104
- 2013 QQ104
- 2013 QR104
- 2013 QS104
- 2013 QT104
- 2013 QU104
- 2013 QV104
- 2013 QX104
- 2013 QZ104
- 2013 QA105
- 2013 QB105
- 2013 QC105
- 2013 QD105
- 2013 QF105
- 2013 QG105
- 2013 QH105
- 2013 QJ105
- 2013 QL105
- 2013 QM105
- 2013 QN105
- 2013 QO105
- 2013 QP105
- 2013 QR105
- 2013 QS105
- 2013 QT105
- 2013 QU105
- 2013 QV105
- 2013 QW105
- 2013 QX105
- 2013 QY105
- 2013 QZ105
- 2013 QA106
- 2013 QB106
- 2013 QC106
- 2013 QD106
- 2013 QE106
- 2013 QF106
- 2013 QG106
- 2013 QH106
- 2013 QJ106
- 2013 QK106
- 2013 QL106
- 2013 QM106
- 2013 QN106
- 2013 QO106
- 2013 QP106
- 2013 QQ106
- 2013 QR106
- 2013 QS106
- 2013 QT106
- 2013 QU106
- 2013 QV106
- 2013 QW106
- 2013 QY106
- 2013 QA107
- 2013 QB107
- 2013 QD107
- 2013 QE107
- 2013 QF107
- 2013 QH107
- 2013 QJ107
- 2013 QK107
- 2013 QL107
- 2013 QM107
- 2013 QN107
- 2013 QO107
- 2013 QP107
- 2013 QQ107
- 2013 QR107
- 2013 QS107
- 2013 QT107
- 2013 QU107
- 2013 QV107
- 2013 QX107
- 2013 QZ107
- 2013 QB108
- 2013 QC108
- 2013 QD108
- 2013 QE108
- 2013 QF108
- 2013 QG108
- 2013 QH108
- 2013 QJ108
- 2013 QK108
- 2013 QL108
- 2013 QM108
- 2013 QN108
- 2013 QO108
- 2013 QP108
- 2013 QQ108
- 2013 QR108
- 2013 QS108
- 2013 QT108
- 2013 QU108
- 2013 QV108
- 2013 QW108
- 2013 QX108
- 2013 QY108